# Garraf
El Garraf es una comarca española situada en la provincia de Barcelona, comunidad autónoma de Cataluña. Su capital es Villanueva y Geltrú. Está bañada por el mar Mediterráneo y da nombre a la costa del Garraf. En 2024 contaba con 161 907 habitantes.

## Etimología
(I) En el diccionario inglés-árabe a water wheel (for watering fields, gardens, etc.)  [una rueda hidráulica  —noria— (para regar campos, jardines, etc.)], traducido al árabe da  *gharrāf. (II)
De (I) a (II) datos obtenidos del ensayo Vástagos de Hércules I, pendiente de edición.

## Geografía

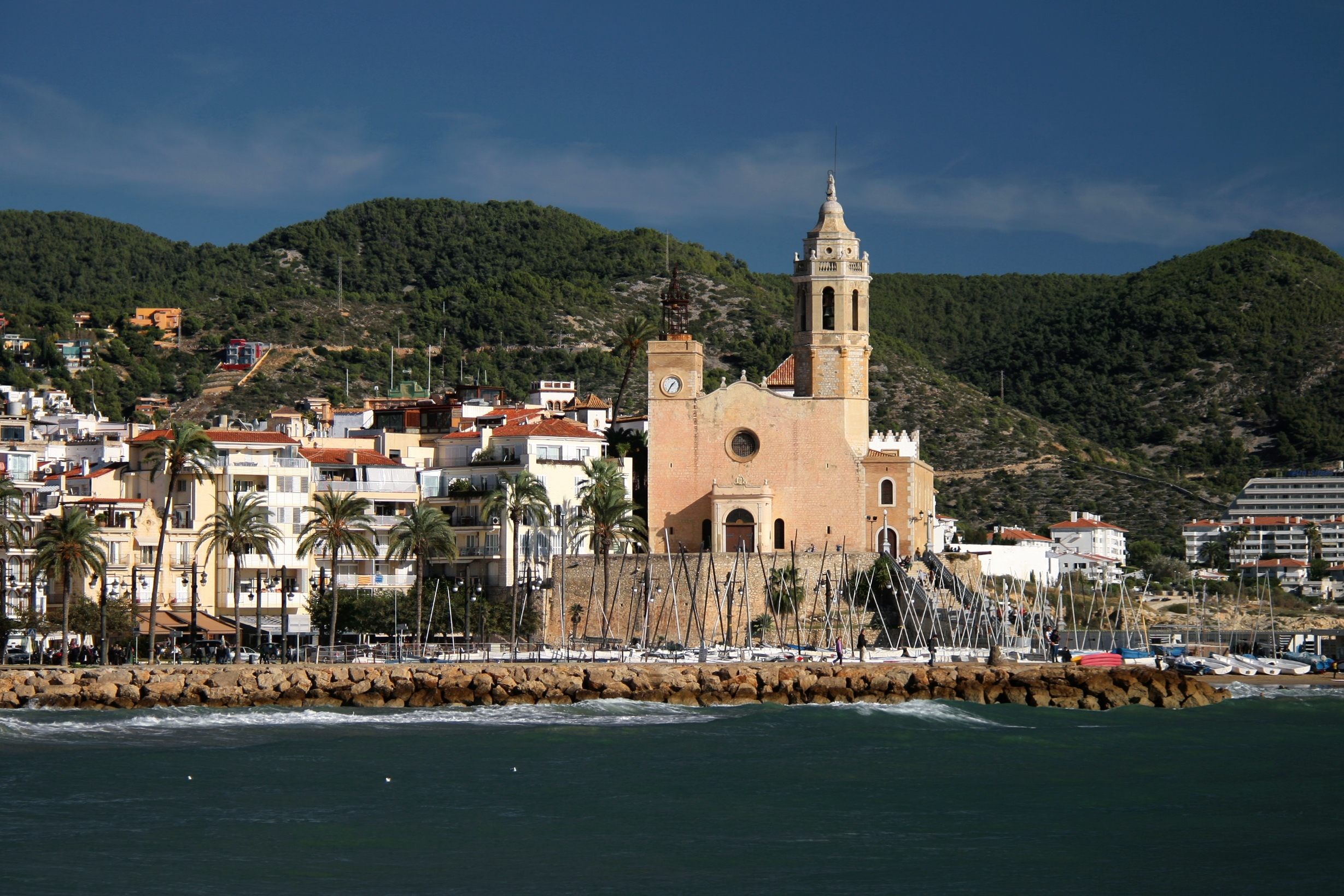
Vista de Sitges desde el mar

La comarca del Garraf está al abrigo del macizo del mismo nombre. Es una comarca de extensión reducida, la más pequeña de Cataluña después del Barcelonés. No lo era tanto cuando la Generalidad de Cataluña la definió en 1936 y después de 1987. Una ley de enero de 1990, por la que se modifican los límites de varias comarcas, establece que los municipios de Castellet y Gornal y Olesa de Bonesvalls, con una superficie de 77,41 km² y una población de 1393 habitantes (1986), se segreguen de la comarca del Garraf y se agreguen a la comarca del Alto Panadés. Estos dos municipios aparecían en el mapa comarcal como dos cuernos, uno al noreste y el otro al noroeste. Tras estas modificaciones, solo una pequeña parte del macizo de Garraf queda incluida en la comarca del Garraf. El resto pertenece al Alto Penedés o el Bajo Llobregat. La comarca del Garraf es constituida solo por seis municipios.
A pesar de su reducida superficie, la comarca del Garraf tiene sentido si pensamos que incluye un territorio bastante poblado. Es el área de influencia directa de Villanueva y Geltrú. La comarca del Garraf es económicamente muy activa. La agricultura y la ganadería son poco importantes. En cambio, la industria, el comercio y los servicios, incluido el turismo, dan trabajo a mucha gente.
Con el nombre Garraf se designan tres realidades diferentes, y no hay que confundirlas. Garraf es ante todo el nombre de un macizo montañoso, situado entre el Penedés y el mar. Garraf es también el nombre de una comarca, de la que estamos hablando. Finalmente, Garraf es el nombre de un núcleo de población situado en el fondo de la cala del mismo nombre, dentro del municipio de Sitges. La estación o apeadero ferroviario de Garraf se encuentra en este pequeño pueblo.
La comarca del Garraf comprende dos grandes unidades de relieve: el macizo del Garraf propiamente dicho y la llanura situada entre San Pedro de Ribas y el río Foix.

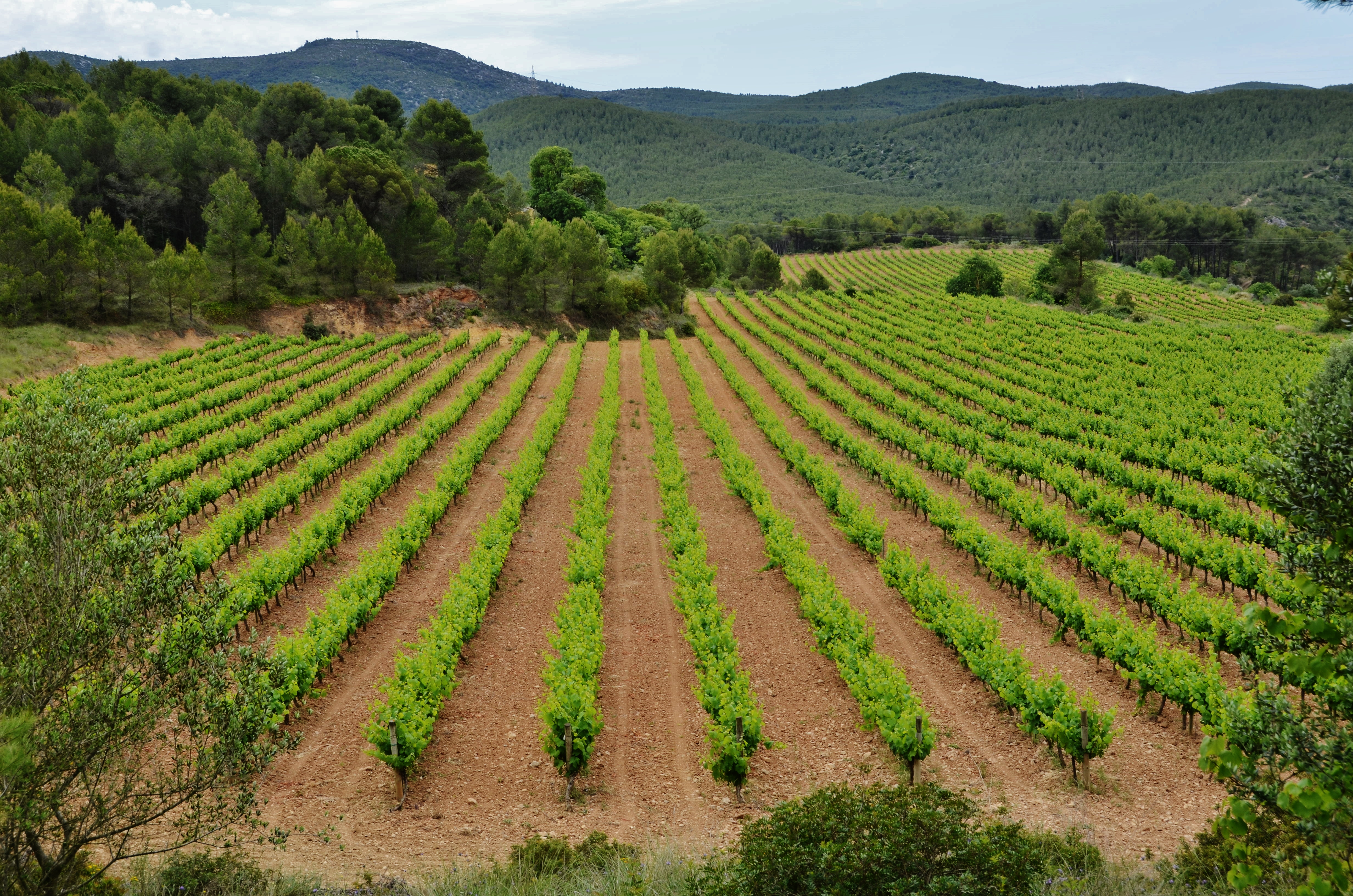
Parque del Garraf

El macizo del Garraf es un conjunto montañoso situado en el extremo sur de la cordillera Litoral. Queda bien delimitado por las tierras hundidas que lo bordean, el Panadés al norte y oeste, la llanura del Llobregat al este y el Mediterráneo al sur. El calificativo de tierras hundidas es en este caso muy explícito. Se trata de territorios que en tiempos geológicos remotos, hace unos cuantos millones de años, se hundieron respecto al actual macizo.
Esta separación no fue homogénea, ya que el macizo se rompió en muchos lugares. Dentro del mismo Garraf unos sectores quedaron más elevados que otros. Olesa de Bonesvalls, ahora incorporada al Alto Penedés, se encuentra en una pequeña fosa, es decir, en un sector hundido dentro del macizo del Garraf. Por otro lado, el macizo se levanta más por el lado que da al valle del Llobregat. Por eso las laderas que miran a Barcelona son más abruptas que los que hay por el lado del Penedés, en especial hacia el Bajo Penedés.
La llanura que hay entre San Pedro de Ribas y el río Foix es, de hecho, una parte que se hundió más que el resto del macizo.
Un lugar muy espectacular del macizo es el sector que limita con el mar, la llamada costa del Garraf o Costa de las Peñas, entre Castelldefels y Sitges. Se han formado acantilados abruptos que han dificultado desde siempre la comunicación entre Barcelona y los pueblos de los alrededores de Villanueva y Geltrú y Sitges. La carretera hace numerosas curvas y debe salvar desniveles importantes. En medio de los acantilados hay algunas calas que han sido aprovechadas tradicionalmente por los pescadores como refugio.
Una de las características principales del macizo del Garraf, y por la que es conocido y visitado, es su relieve de tipo kárstico. Este relieve es el resultado del desgaste de la roca caliza por el agua. Se caracteriza por la presencia de simas y cuevas. Las simas son como pozos largos y profundos que se adentran en el interior del macizo. En las simas y las cuevas encontramos estalactitas y estalagmitas. Las superficies de muchas rocas calizas son como de arañazos, pequeños y largos canales o surcos, llamados lapiaces. Caminar por este relieve es dificultoso y hay que tener mucho cuidado para evitar accidentes.
Este relieve kárstico es lo que determina que no haya ningún tipo de curso de agua superficial en el macizo. El agua de la lluvia se infiltra fácilmente por sus grietas y se forman ríos subterráneos que desembocan directamente al mar, sin salir a la superficie. Uno de los más conocidos es el Falconera, que desagua al sur del pueblo de Garraf, por debajo del nivel del mar.

### Clima
El clima es mediterráneo de llanura de poca altitud con influencia marítima. La presencia del macizo del Garraf hace que la comarca quede protegida de los vientos fríos del norte y los secos del oeste. Este hecho acentúa aún más la influencia marítima. La temperatura media anual oscila entre 15 °C y 16 °C, quizás un poco más baja en las laderas superiores y umbrías. Los inviernos son templados con heladas muy escasas. La media mensual de enero se sitúa entre 7 °C y 9 °C. Los veranos son muy secos y calurosos, aunque la brisa marina atenúa los efectos de las temperaturas elevadas. Las temperaturas medias mensuales de julio se sitúan entre 12 °C y 24 °C. La proximidad al mar hace que la humedad sea siempre bastante elevada.
Las precipitaciones son escasas. Las medias anuales se sitúan en torno a los 500 mm, más elevadas en las laderas superiores. El verano es la estación más seca, sobre todo durante julio. El invierno también es normalmente seco. El otoño es la estación más lluviosa. Las lluvias son muy irregulares, con años muy secos y con otros un poco lluviosos. Las lluvias son a menudo intensas y torrenciales. Es entonces cuando el agua superficial se cuela por todas partes. Durante el resto del año los ríos pueden estar secos.

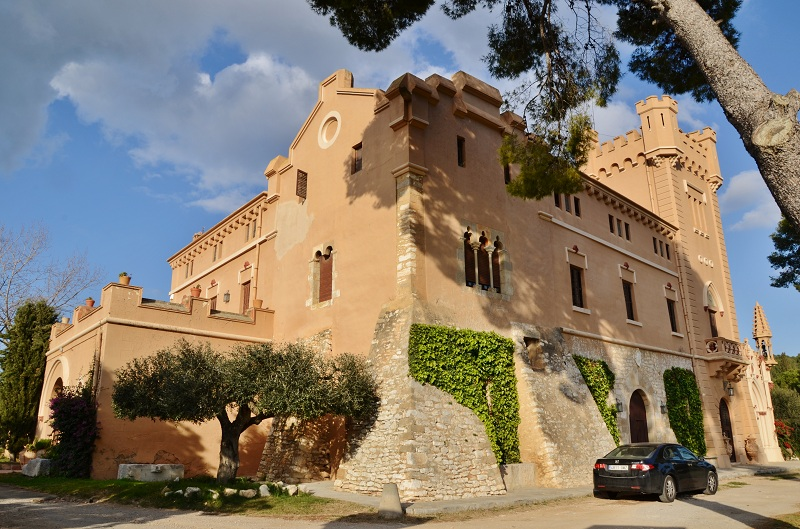
Bodega Torre del Veguer, en el municipio de San Pedro de Ribas

## Economía

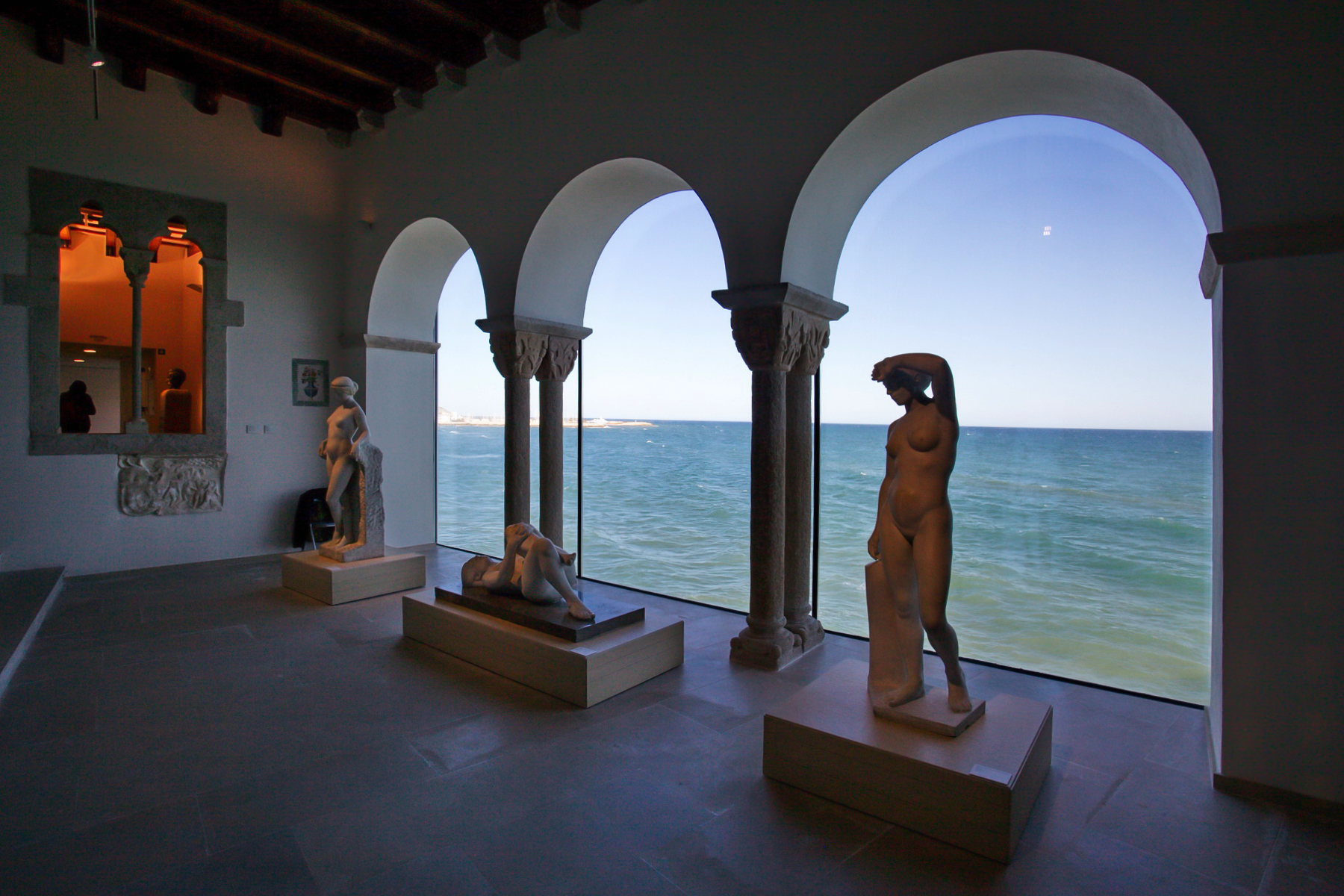
Museo Maricel, Sitges

El Garraf fue durante todo el siglo XIX una comarca eminentemente industrial y comercial, dos actividades muy relacionadas, de modo que cuando decayó el comercio, la industria sufrió un golpe muy fuerte.
Actualmente la agricultura en la comarca de Garraf es residual, quedando en torno a 300 agricultores, mientras que los motores económicos son la industria y el turismo. La agricultura tuvo cierta importancia durante los siglos XVIII y XIX. Como en las comarcas del Penedés, a lo largo del siglo XVIII dominaba el cultivo de cereales, aunque en el Garraf la superficie de la viña era superior a la del Vallés, seguramente debido a la mayor proximidad del puerto. A mediados del siglo XIX dos terceras partes de la tierra cultivada lo eran de viña. El resto eran cereales y también algarrobos, estas favorecidos por los inviernos templados y la ausencia casi total de heladas. Tras la filoxera se replantaron muchas tierras con pies de cepas americanas, pero numerosas vertientes del macizo de Garraf ya no fueron cultivadas nunca más debido a la pobreza del suelo. Otras fueron sustituidas por los cereales o algarrobos. Durante la década de 1940 los cereales ocuparon un 36 % del espacio cultivado, la viña ocupaba torno al 33 % y el algarrobo el 25 %. En el resto había almendros, olivos y hortalizas. Con la mecanización de las labores del campo y debido a la ocupación urbana de las tierras planas, la superficie cultivada ha disminuido mucho en las últimas décadas. San Pedro de Ribas es el municipio con más espacio cultivado. Los cereales han perdido mucho terreno, mientras la viña se ha mantenido bastante y el algarrobo ha quedado demasiado marginado. Quedan algunos frutales, como melocotoneros, que se riegan con el agua proveniente del embalse de Foix.

### Industria
La industria ha sido el elemento principal del crecimiento económico de la comarca. Ha sido muy centralizada en Villanueva y Geltrú y, en menor importancia, en Sitges.
En Villanueva y Geltrú a lo largo del siglo XIX destacaron las industrias textil y alimentaria. Después se añadieron la química y la metalúrgica, dedicada sobre todo a materiales subsidiarios de la automoción. La industria química ha sido simbolizada por la fábrica Pirelli, que durante todo el siglo XX ha sido uno de los puntales económicos básicos en la economía del Garraf. Hay también varias industrias de materiales para la construcción (cemento blanco, pavimentos cerámicos, prefabricados y compuestos de hormigón). Son muy activas diversas industrias textiles, las que han diversificado su producción: género de punto, confección, toallas, cintas, etc. Complementan esta actividad varias industrias alimentarias, de madera, de las artes gráficas y del papel.
La vida económica industrial y comercial de Villanueva y Geltrú no puede entenderse sin tener en cuenta su puerto aunque la construcción física del puerto es bien reciente. Ya desde el siglo XVIII, desde la playa de Villanueva se exportó vino, aguardiente y otros productos hacia diferentes puertos de Europa y América. En 1809 Villanueva fue calificado como puerto de primera, a pesar de no existir ninguna obra portuaria. Es normal que sus habitantes se esforzaran en la construcción de un muelle que facilitara la carga y descarga.
Ya en 1876, en plena euforia productiva y exportadora, el ayuntamiento presenta un plan de ensanche para la ciudad, en el que se incluye el proyecto de un dique de levante de 1 km de longitud y un contradique a poniente de 580 metros, que no se hicieron. En 1912 se realizó un nuevo proyecto, que se empieza en 1918, pero solo se construyó un tramo de espigón de 80 metros. No fue hasta 1945 que se hace un nuevo proyecto, el cual, con varias modificaciones, corresponde al del puerto actual. Las obras empezaron en 1949, pero se detuvieron en 1952, porque tal y como estaban diseñadas en pocos años se habría formado una barra de arena en la misma boca del puerto nuevo. En 1955 se terminan las obras de lo que es el puerto actual. Aunque habrá que hacer algunas obras importantes, en especial destinadas a la protección del puerto y evitar que su fondo se llena de tierra y arena arrastrada por las corrientes marinas.

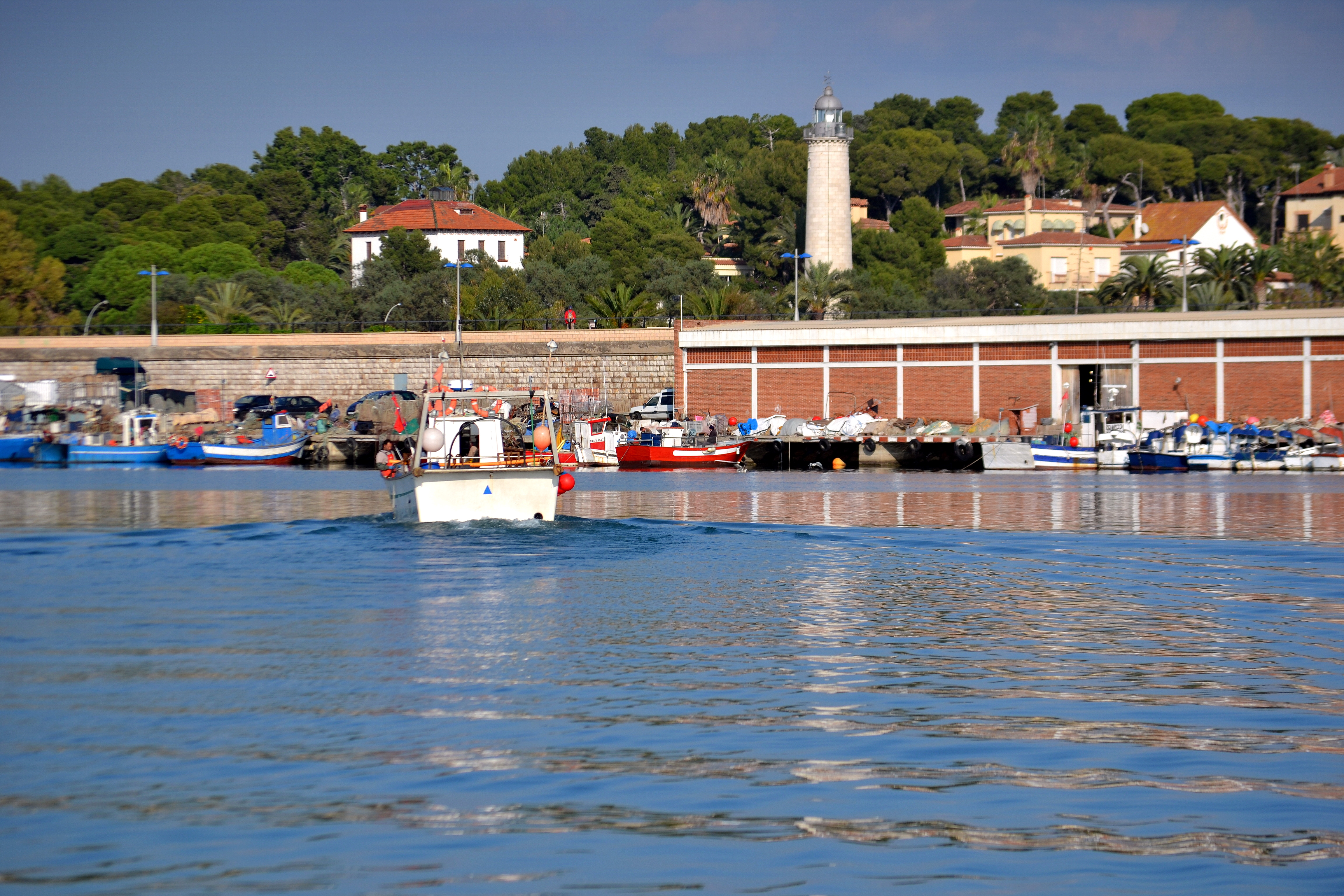
Puerto de Villanueva y Geltrú

El puerto actual tiene varias funciones: pesquera, comercial y deportiva. En el puerto pesquero si descargan entre cinco y siete mil toneladas de pesca del año. El movimiento comercial es bastante limitado por las propias limitaciones del puerto, sobre todo por el calado. Principalmente pasan por el puerto materiales para la construcción, como cemento y cerámica, barras de hierro y madera.
Sitges también había tenido un desarrollo industrial importante en el siglo pasado. El cultivo de la viña había dado lugar a la elaboración de aguardiente y malvasía. Hubo también industria textil, del calzado y de barricas, y construcciones navales. Actualmente destaca la industria del cemento, en Vallcarca, a la costa del Garraf y en pleno macizo del Garraf. En el mismo macizo hay numerosas canteras, de donde se extrae roca caliza. Hay otras industrias dedicadas a materiales de la construcción, la confección (piel, calzado), la madera (muebles), a la alimentación (vinos, licores) y en las artes gráficas.
En todo tiene importancia la industria de la construcción, favorecida por el desarrollo turístico e industrial.

### Turismo

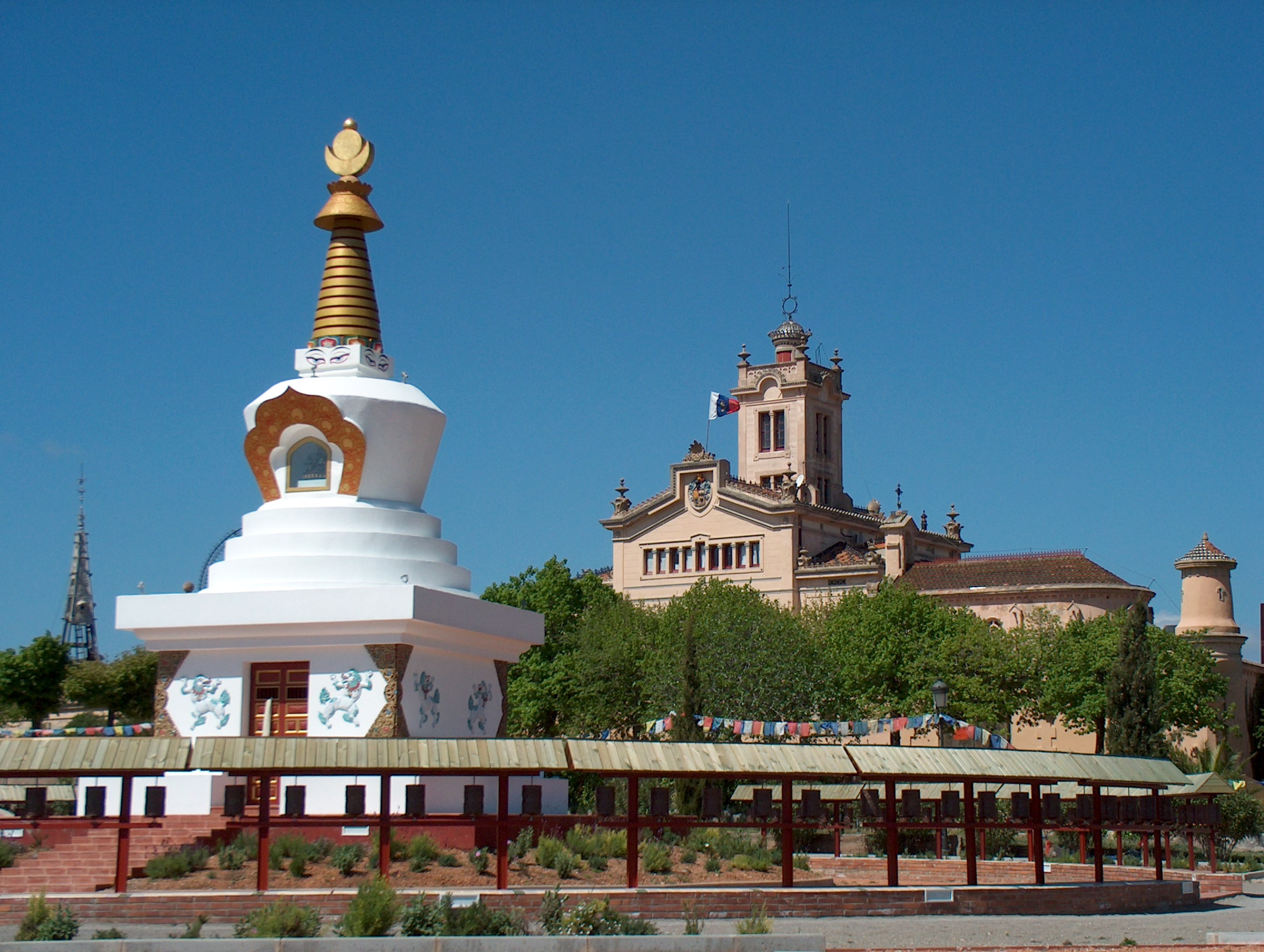
Monasterio budista, Olivella

El turismo en la comarca del Garraf merece un apartado especial. Primero destacó Sitges, pero actualmente es toda la comarca la que vive sobre todo del turismo. Las actividades turísticas están bastante diversificadas.
La comarca del Garraf es a menudo elegida por algunos habitantes del área metropolitana de Barcelona como lugar de residencia secundaria. Este hecho ha provocado una ocupación urbanística más grande del territorio y un aumento de la industria de la construcción y de los servicios en general.
Sitges y recientemente también San Pedro de Ribas disponen de una gran oferta de restaurantes y centros de espectáculos que atraen gente de todas partes. Sitges tiene una capacidad hotelera de unas 6000 plazas y unos 1000 apartamentos, además de varios cámpines con capacidad para más de tres mil personas. En su costa hay varios puertos deportivos como el Ginesta, Garraf y Aiguadolç. En Sitges se celebran varios festivales y otras actividades culturales, y es sede de numerosos museos. También hay una dársena deportiva en el puerto de Villanueva y Geltrú.

## Consejo comarcal
La presidenta del consejo comarcal es Abigail Garrido Tinta, alcaldesa de PSC en San Pedro de Ribas.
El pleno está compuesto por 33 consejeros comarcales:
- CiU: 9
- PSC: 8
- CUP: 5
- ERC: 5
- PP: 2
- Cs: 2
- ICV: 1
- FemVNG: 1

## Municipios
| Municipio           | Extensión | Población (2009) | Densidad         | Alcalde                         | Partidos de gobierno       |
| ------------------- | --------- | ---------------- | ---------------- | ------------------------------- | -------------------------- |
| Canyellas           | 14,23 km² | 4104 hab.        | 281,45 hab./km²  | Rosa Huguet Sugranyes ( PDeCAT) | PDeCAT                     |
| Cubellas            | 13,67 km² | 13.711 hab.      | 968,76 hab./km²  | Rosa Fonoll Ventura (RC11)      | RC11-ERC-ECP-CUP           |
| Olivella            | 38,75 km² | 3340 hab.        | 80,59 hab./km²   | Marta Verdejo Sánchez (PSC)     | PSC                        |
| San Pedro de Ribas  | 40,71 km² | 28.353 hab.      | 689,41 hab./km²  | Abigail Garrido Tinta (PSC)     | PSC                        |
| Sitges              | 43,85 km² | 27.668 hab.      | 617,33 hab./km²  | Aurora Carbonell Abella (ERC)   | ERC-CUP-PSC-independientes |
| Villanueva y Geltrú | 33,99 km² | 65.890 hab.      | 1909,53 hab./km² | Olga Arnau Sanabra (ERC)        | ERC-Junts                  |